# Charlotte Thiele
Charlotte Thiele (* 6. Juni 1918 in Berlin als Carlotta Teresa Margarita Thiele; † 6. Mai 2004 ebenda) war eine deutsche Schauspielerin.

## Leben
Charlotte Thiele absolvierte eine Ausbildung an der Schauspielschule des Schauspielhaus Berlin. Ihr Debüt als Schauspielerin gab sie 1938 in einer der ersten Regiearbeiten von Kurt Hoffmann, dem Kurzfilm Wochenendfriede. 1939 entstand der Revuefilm Wir tanzen um die Welt mit Irene von Meyendorff, Carola Höhn und Carl Raddatz, in dessen Mittelpunkt Charlotte Thiele als Chefin der Tanztruppe stand. In Ein Mann auf Abwegen war sie 1940 an der Seite von Hans Albers auf der Kino-Leinwand zu sehen.
Die sich auch abseits der Filmsets extravagant gebende Schauspielerin wurde aufgrund ihrer Erscheinung häufig als kühle Blondine eingesetzt. 1941 wirkte sie unter der Regie von Wolfgang Liebeneiner in dem umstrittenen Propagandafilm Ich klage an mit Heidemarie Hatheyer und Paul Hartmann in den Hauptrollen mit. In der von Herbert Selpin und Werner Klingler realisierten Titanic-Verfilmung von 1943 war Thiele in der Rolle der Madeleine Astor als Ehefrau von Karl Schönböck zu sehen. 1944 drehte sie mit Am Vorabend ihren letzten Film – die Schauspielerin wurde von Propagandaminister Joseph Goebbels kaltgestellt.
Charlotte Thiele war in erster Ehe mit Wolfgang Wohlgemuth, einem Assistenten des Chirurgen Ferdinand Sauerbruch, verheiratet. Mit ihrem zweiten Mann, dem kroatischen Diplomaten Branko Buzjak, emigrierte sie 1944 über Dänemark und Schweden nach Argentinien. 1954 kehrte sie nach Deutschland zurück. Im gleichen Jahr geriet Thiele aufgrund der Verwicklung ihres Ex-Mannes, des Prominentenarztes Dr. Wohlgemuth, in den Fall Otto John unverhofft in den Fokus der Medien, ohne jedoch an ihre frühere Karriere beim Film anknüpfen zu können. 1956 stand sie noch einmal für die in Deutschland spielende Folge The Last Tour der US-amerikanischen, von Douglas Fairbanks Jr. präsentierten Fernsehreihe Rheingold Theatre vor der Kamera.

## Filmografie
- 1938: Wochenendfriede
- 1939: Wir tanzen um die Welt
- 1940: Ein Mann auf Abwegen
- 1941: Ich klage an
- 1943: Titanic
- 1944: Am Vorabend